# Ruteni

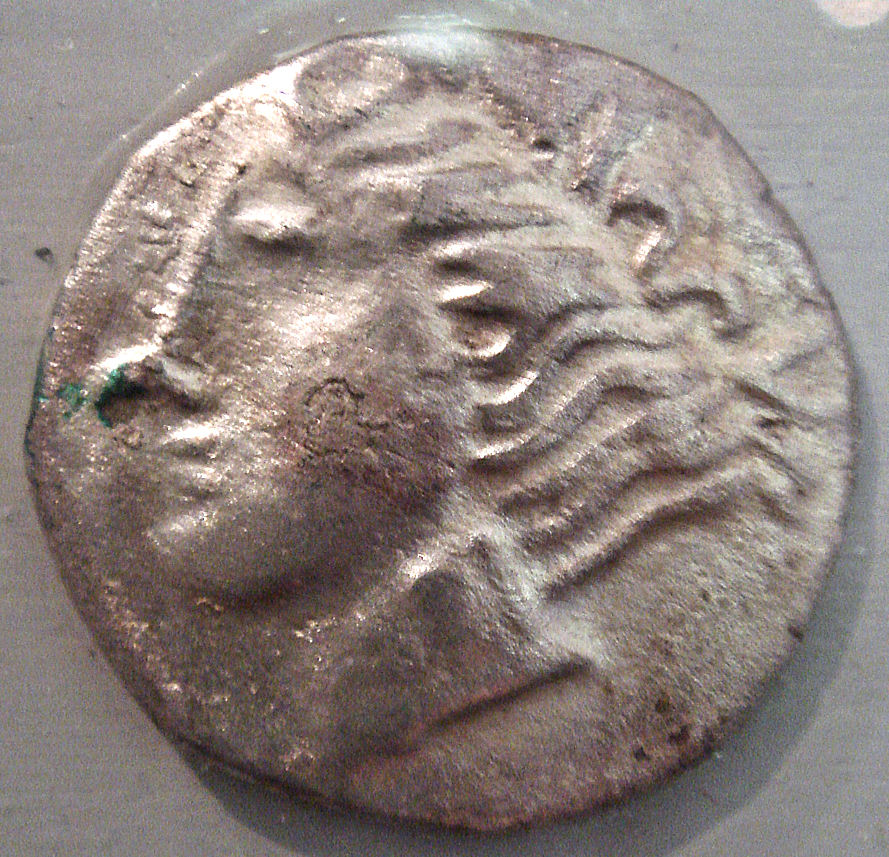
Münze der Ruteni.

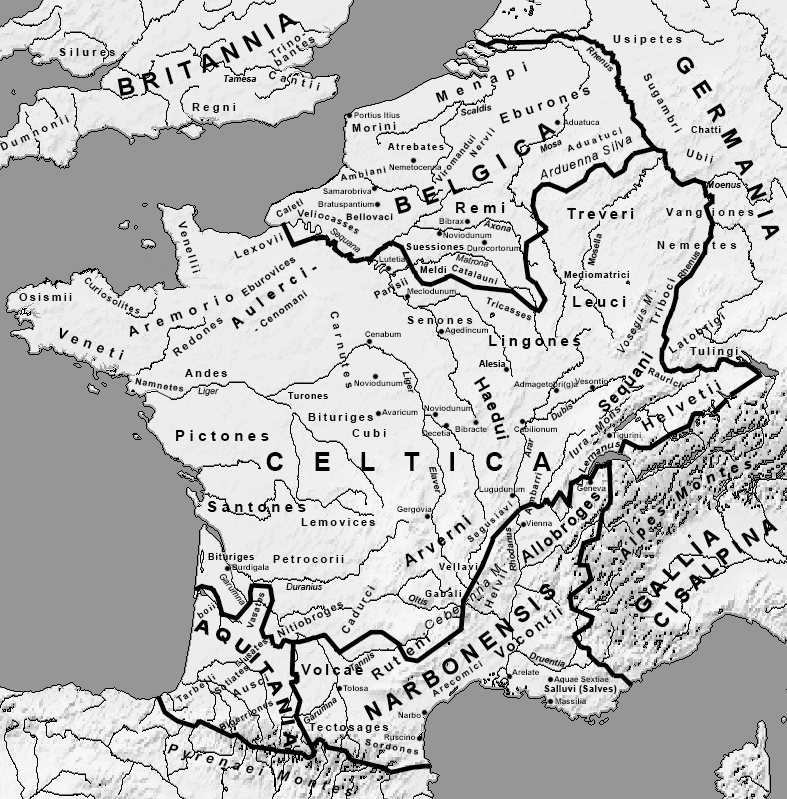
Verbreitungskarte der gallischen Stämme im 1. Jh. v. Chr.

Die Rutēni (altgriechisch Ῥουτῆνοι Routenoi; deutsch „Rutener“; französisch „les Rutènes“) waren ein keltischer Stamm, der in Südgallien beheimatet war.
Sie gehörten zu den Klientelstämmen der Arverner, die ihre nördlichen Nachbarn waren. Ihr Stammesgebiet lag im Zentralmassiv im Süden des heutigen Frankreich. Der Hauptort der Rutener war Segodunum, später Ruthena civitas genannt, an der Stelle des heutigen Rodez (Département Aveyron).

## Etymologie
Der Stammesname leitet sich aus dem Gallischen ab und bedeutet etwa „Die Blonden“.

## Geschichte
Die Ruteni wurden 121 v. Chr. von Quintus Fabius Maximus Allobrogicus besiegt und unterworfen. Ein Teil des Stammesgebiets wurde in die neue römische Provinz Gallia Narbonensis einbezogen. Der Rest der Rutener blieb vorerst unabhängig und trat nochmals als Verbündete der Arverner 52 v. Chr. im großen Gallieraufstand des Vercingetorix bei der Schlacht um Alesia in Erscheinung. Nach dem gallischen Krieg blieben die Rutener unter römischer Herrschaft und wurden unter Augustus Teil der römischen Provinz Gallia Aquitania. 

## Wirtschaft

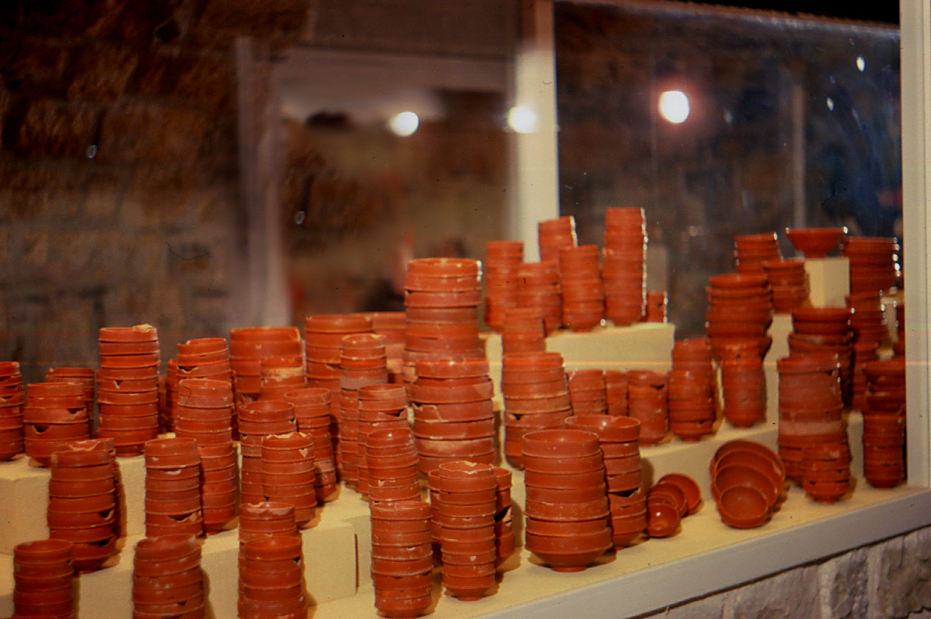
TS Fehlbrände aus La Graufesenque im Museum von Millau.

Überregionale wirtschaftliche Bedeutung erlangten die Ruteni vor allem im 1. Jahrhundert n. Chr. unter anderem durch ihre Keramikindustrie. Auf ihrem Gebiet lagen die Töpfereien von La Graufesenque, wo die südgallische Variante der Terra Sigillata (TS) produziert und ins gesamte Römische Reich verhandelt wurde. Weiterhin verfügten die Ruteni über bedeutende Flachswebereien und bauten Silber ab.